# Maria Gaetana Agnesi
Maria Gaetana Agnesi [maríja gaetána anjézi], italijanska matematičarka, filozofinja in jezikoslovka, * 16. maj 1718, Milano, dežela Habsburške krone, Italija, † 9. januar 1799, Milano. 

## Življenje in delo
Njen oče je bil profesor matematike na Univerzi v Bologni. Pri devetih je znala latinščino tako dobro, da bi lahko objavila kakršenkoli izdelan nagovor v tem jeziku. Do svojega trinajstega leta je znala grščino, hebrejščino, francoščino, španščino, nemščino in tudi druge jezike. Dve leti kasneje je začel njen oče v svoji hiši zbirati najbolj učene ljudi iz Bologne. Od njih se je Agnesijeva učila in razpravljala o najtežje razumljivih filozofskih vprašanjih. Zapisi o teh srečanjih so se ohranili v de Brossejevih Lettres sur l'Italie v Propositiones Philosophicae, ki jih je objavil njen oče 1738. Pri dvajsetih si je močno želela postati nuna. Njene želje niso upoštevali in je od tedaj naprej živela v popolni družbeni osami in se v celoti posvetila raziskovanju matematike.
Najbolj pomemben rezultat njenega dela je bilo kakovostno delo Instituzioni analitiche ad uso della gioventu italiana, objavljeno v Milanu 1748. Prvo poglavje je obravnavalo analizo končnih količin, drugo pa analizo neskončno majhnih in velikih količin. Francoski prevod drugega poglavja, ki ga je prevedel P. T. d'Antelmy in razširil Charles Bossut (1730-1814), je izšlo v Parizu 1775. Angleški prevod celotnega dela Johna Colsona (1680-1760), Lucasovega profesorja matematike na Univerzi v Cambridgeu, je izšel 1801 na račun stroškov barona Maseresa. Agnesijeva je napisala tudi tolmač k Traite analytique des sections coniques of the marquis de l'Hôpital. Tega dela pa niso nikoli objavili, čeprav so ga zelo cenili tisti, ki so prebrali njegov rokopis.
Agnesijeva je (kakor pred tem že de Fermat in Grandi) raziskovala krivuljo, določeno z:
{\displaystyle y={\frac {1}{x^{2}+1}}\!\,}
ali splošno:
{\displaystyle y={\frac {a^{3}}{x^{2}+a^{2}}}\!\,,}
oziroma parametrično:
{\displaystyle x=at,\quad y={\frac {a}{t^{2}+1}}\!\,,}
sedaj imenovano po njej Agnesin koder ali tudi nerodno Agnesina čarovnica. Agnesijeva jo je leta 1748 imenovala kakor Grandi versiera, (po latinski besedi vertere - vrtenje). Dogodilo se je, da podobno zveneča beseda v italijanščini avversiera pomeni 'ona - hudič', 'hudičevka', 'žena hudiča' ali 'čarovnica'. Ker so prvo besedo prevedli z drugo, se krivulja danes imenuje tudi čarovnica.
Po drugi različici naj bi Agnesijeva zamenjala staroitalijansko besedo versorio (kakor jo je imenoval Grandi), ki pomeni 'prosto gibljiv v poljubni smeri', z besedo versiera, ki pomeni 'škrat', 'strašilo', 'žena hudiča'. Drugače je v rabi redko srečamo. 
Leta 1750 so jo na pobudo papeža Benedikta XIV. izvolili za predstojnico stolice za matematiko in naravoslovja Univerze v Bologni. Po smrti njenega očeta leta 1752 se je posvetila študiju teologije. Nekaj časa je bila upravnica bolnišnice Hospice Trivulzio Modrih nun v Milanu, pozneje pa se je pridružila redovnicam. Pri njih je ostala vse do svoje smrti.